# جون غوندرسن
جون غوندرسن (بالإنجليزية: Jon Gundersen)‏ هو دبلوماسي أمريكي، ولد في 1945.